# The Goonies (colonna sonora)
The Goonies  - Original Motion Picture Soundtrack è la colonna sonora del film che in Italia è uscito come I Goonies. L'album è stato pubblicato dalla CBS, nel 1985 e ristampato, successivamente, anche dalla Epic.
I due brani principali della colonna sonora, attraverso i quali è stato promosso anche il film stesso, sono The Goonies 'R' Good Enough, eseguita da Cyndi Lauper, che proprio grazie a questo brano ha visto crescere la sua popolarità, e Eight Arms to Hold You.
Eight Arms to Hold You, prodotta da Arthur Baker e registrata dal gruppo "The Goon Squad" è una canzone dance, presente a film già iniziato, in sottofondo, anche se in verità era stata scritta per la scena di un Octopus gigante. La scena è stata tolta volutamente, in fase di montaggio, per non alterare la storia e non rendere ridicolo il film.

## Tracce
1. The Goonies 'R' Good Enough - Cyndi Lauper
2. Eight Arms to Hold You - The Goon Squad
3. Love Is Alive - Philip Bailey
4. I Got Nothing - The Bangles
5. 14K - Teena Marie
6. Wherever You're Goin' (It's Alright) - REO Speedwagon
7. She's So Good to Me - Luther Vandross
8. What a Thrill - Cyndi Lauper
9. Save the Night - Joseph Williams
10. Theme From the Goonies - Dave Grusin

### Ristampa (Giappone/USA)
- Nel 2007 è stata pubblicata dalla Epic per il Giappone e gli Stati Uniti una versione estesa della colonna sonora in 2 CD con allegato una riproduzione di un medaglione, usato nel film I Goonies:

### Versione estesa
1. Theme from The Goonies - Dave Grusin
2. Into the Unknown - Dave Grusin
3. Water Slide - Dave Grusin
4. Willy's Lair - Dave Grusin
5. Walking the Plank - Dave Grusin
6. Sword Fight - Dave Grusin
7. Sloth to the Rescue - Dave Grusin
8. Closing Theme - Dave Grusin
9. Goonies End Theme - Dave Grusin
10. Goonies R Good Enough - Cyndi Lauper
11. Eight Arms to Hold You - Goon Squad
12. Love Is Alive - Philip Baker
13. I Got Nothing - The Bangles
14. 14K - Teena Marie
15. Wherever You're Going - REO Speedwagon
16. She's So Good To Me - Luther Vandross
17. What A Thrill - Cyndi Lauper
18. Save The Night - Joseph Williams
19. End Title (reprise) - Dave Grusin
20. Fratelli Chase - Dave Grusin